# Tashkent Open 2018
Tashkent Open 2018 - жіночий тенісний турнір, що проходив на відкритих кортах з твердим покриттям Olympic Tennis School у Ташкенті (Узбекистан). Це був 20-й за ліком Tashkent Open. Належав до серії International в рамках Туру WTA 2018. Тривав з 24 до 29 вересня 2018 року.

## Очки і призові

### Нарахування очок
| Дисципліна       | П   | Ф   | ПФ  | ЧФ | 1/8 | 1/16 | Q   | Q2  | Q1  |
| Одиночний розряд | 280 | 180 | 110 | 60 | 30  | 1    | 18  | 12  | 1   |
| Парний розряд    | 280 | 180 | 110 | 60 | 1   | Н/Д  | Н/Д | Н/Д | Н/Д |

### Призові гроші
| Дисципліна       | П       | Ф       | ПФ      | ЧФ     | 1/8    | 1/161  | Q2     | Q1   |
| Одиночний розряд | $43,000 | $21,400 | $11,500 | $6,200 | $3,420 | $2,220 | $1,285 | $750 |
| Парний розряд *  | $12,300 | $6,400  | $3,435  | $1,820 | $960   | Н/Д    | Н/Д    | Н/Д  |

1 Кваліфаєри отримують і призові гроші 1/16 фіналу

* на пару

## Учасниці основної сітки в одиночному розряді

### Сіяні
| Країна     | Гравчиня               | Рейтинг1 | Сіяна |
| ---------- | ---------------------- | -------- | ----- |
| Румунія    | Ірина-Камелія Бегу     | 55       | 1     |
| Білорусь   | Віра Лапко             | 66       | 2     |
| Словенія   | Тамара Зіданшек        | 72       | 3     |
| Швейцарія  | Стефані Фегеле         | 73       | 4     |
| Німеччина  | Татьяна Марія          | 74       | 5     |
| Словаччина | Анна Кароліна Шмідлова | 79       | 6     |
| Росія      | Євгенія Родіна         | 84       | 7     |
| Словенія   | Даліла Якупович        | 89       | 8     |

- 1 Рейтинг подано станом на 17 вересня 2018

### Інші учасниці
Нижче наведено учасниць, які отримали вайлдкард на участь в основній сітці:
- Нігіна Абдураїмова
- Анна Калинська
- Віра Звонарьова

Учасниці, що потрапили в основну сітку завдяки захищеному рейтингові:
- Маргарита Гаспарян
- Бояна Йовановська-Петрович

Нижче наведено гравчинь, які пробились в основну сітку через стадію кваліфікації:
- Івана Йорович
- Анастасія Потапова
- Деяна Раданович
- Фанні Штоллар

### Знялись з турніру
- Віталія Дяченко → її замінила  Марта Костюк
- Полін Пармантьє → її замінила  Нао Хібіно

## Учасниці основної сітки в парному розряді

### Сіяні
| Країна   | Гравчиня           | Країна   | Гравчиня           | Рейтинг1 | Сіяна |
| -------- | ------------------ | -------- | ------------------ | -------- | ----- |
| Румунія  | Ірина-Камелія Бегу | Румунія  | Ралука Олару       | 77       | 1     |
| Японія   | Нао Хібіно         | Грузія   | Оксана Калашникова | 119      | 2     |
| Чилі     | Алекса Гуарачі     | США      | Дезіре Кравчик     | 151      | 3     |
| Словенія | Даліла Якупович    | Білорусь | Віра Лапко         | 152      | 4     |

- 1 Рейтинг подано станом на 17 вересня 2017

### Інші учасниці
Нижче наведено пари, які отримали вайлдкард на участь в основній сітці:
- Нігіна Абдураїмова /  Анна Калинська
- Акгуль Аманмурадова /  Ежені Бушар

## Переможниці

### Одиночний розряд
- Маргарита Гаспарян —  Анастасія Потапова 6–2, 6–1

### Парний розряд
- Ольга Данилович /  Тамара Зіданшек —  Ірина-Камелія Бегу /  Ралука Олару, 7–5, 6–3